# Цзяньдэ
Цзяньдэ́ (кит. упр. 建德, пиньинь Jiàndé) — городской уезд города субпровинциального значения Ханчжоу провинции Чжэцзян (КНР).

## История
Во времена империи Хань эти земли входили в состав уезда Фучунь округа Куайцзи. В 221 году Сунь Цюань дал своему полководцу Сунь Шао титул «Цзяньдэ-хоу» (建德侯) и выделил эти земли в качестве удельного владения — так появился удел Цзяньдэ (建德侯国). В 225 году удел был превращён в обычный уезд — так появился уезд Цзяньдэ; в том же году был создан уезд Синьчан (新昌县). Во времена империи Цзин уезд Синьчан был в 280 году переименован в Шоучан (寿昌县).
Во времена империи Суй в 589 году уезд Шоучан был присоединён к уезду Синьань, а уезд Цзяньдэ — к уезду Цзиньхуа. После основания империи Тан уезд Цзяньдэ был в 621 году создан вновь. В 624 году уезд Цзяньдэ был опять расформирован, но его воссоздали в 683 году. В 689 году был воссоздан уезд Шоучан. В 697 году в уезд Цзяньдэ переехали власти области Мучжоу (睦州).
Во времена империи Сун после подавления восстания Фан На область Мучжоу была в 1123 году переименована в Яньчжоу (严州). В 1265 году область Яньчжоу была поднята в статусе и стала Цзяньдэской управой (建德府). После монгольского завоевания Цзяньдэская управа была в 1277 году преобразована в Цзяньдэский регион (建德路). После свержения власти монголов и основания империи Мин Цзяньдэский регион был в 1375 году преобразован в Яньчжоускую управу (严州府). После Синьхайской революции в Китае была проведена реформа структуры административного деления, и в 1912 году управы были упразднены.
После образования КНР в 1949 году был создан Специальный район Цзяньдэ (建德专区), состоящий из 6 уездов. В 1950 году он был расформирован, и уезды Цзяньдэ и Шоучан перешли в состав Специального района Цзиньхуа (金华专区). 31 марта 1955 года Специальный район Цзяньдэ был воссоздан, и оба уезда вернулись в его состав.
В 1957 году начала функционировать Синьаньская ГЭС, и поэтому из уезда Цзяньдэ был выделен район Синьаньцзян (新安江区) уездного уровня. 31 марта 1958 года район Синьаньцзян был реорганизован в посёлок Синьаньцзян уезда Цзяньдэ. 21 ноября 1958 года уезд Шоучан был присоединён к уезду Цзяньдэ. 16 мая 1963 года уезд Цзяньдэ перешёл под юрисдикцию Ханчжоу.
1 апреля 1992 года уезд Цзяньдэ был преобразован в городской уезд, а его органы власти переехали в посёлок Синьаньцзян (впоследствии ставший уличным комитетом Синьаньцзян).

## Административное деление
Городской уезд делится на 3 уличных комитета, 11 посёлков и 1 волость.

## Экономика
Посёлок Саньду является крупным центром выращивания шафрана. По состоянию на 2021 год общая площадь посадки шафрана в Саньду составляла 140 га, годовой объём производства рыльцев цветов — 2900 кг, общая стоимость продукции — более 40 млн юаней (6,29 млн долл. США). В сфере выращивания шафрана было занято более 2 тыс. местных жителей. 